# U.S. Marshals
U.S. Marshals er en amerikansk actionkrimi-thriller film fra 1998 instrueret af Stuart Baird. Filmen er en slags efterfølger til Flygtningen.

## Medvirkende
- Tommy Lee Jones – Samuel Gerard
- Joe Pantoliano – Cosmo Renfro